# Antônio Francisco de Paula Souza

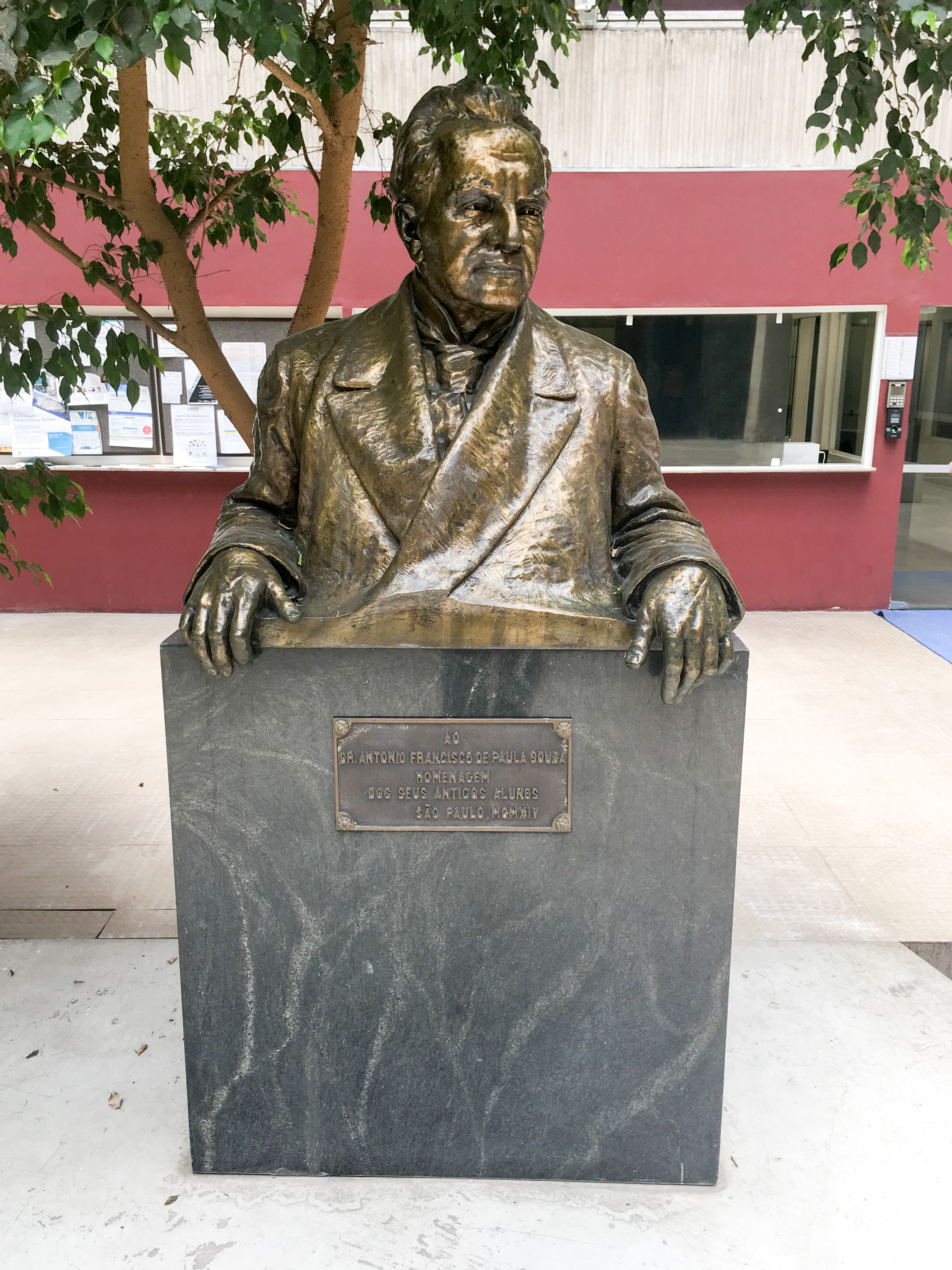
Antônio Francisco de Paula Souza

Antônio Francisco de Paula Souza (* 6. Dezember 1843 in Itu, São Paulo; † 13. April 1917 in São Paulo.) war ein brasilianischer Ingenieur und Politiker.

## Leben
Antônio Francisco de Paula Souza entstammte einer alten brasilianischen Familie. Sein Vater, Antonio Francisco de Paula Souza (1819–1866), war brasilianischer Minister für Landwirtschaft (1864–1866) und Abgeordneter. Sein Großvater väterlicherseits war der brasilianische Politiker und Finanzminister Francisco de Paula Souza e Melo (1791–1854). Sein Großvater mütterlicherseits war Antonio Paes de Barros (1791–1876), der im Bundesstaat São Paulo den Kaffeeanbau einführte.
Nachdem de Paula Souza bereits zwischen 1858 und 1860 in Dresden das Gymnasium besucht hatte, studierte er ab 1861 in der Schweiz an der noch jungen Eidgenössischen polytechnischen Schule Zürich Ingenieurwissenschaften und ab 1864 in Baden am Polytechnikum Karlsruhe. In Zürich schloss er sich dem Corps Rhenania an, in Karlsruhe dem Corps Franconia. In seine Studien- und Aktivzeit in Zürich fiel die Gründung des Weinheimer Senioren-Convents (WSC), so dass er zu dem Kreis der Personen, die den WSC gegründet haben, zu zählen ist. Sein Name ist auf dem Tisch der Fünferbundecke in der Burgschänke der Wachenburg verewigt. Sein jüngerer Bruder Francisco studierte ebenfalls in Zürich und Karlsruhe und schloss sich wie er den Corps Rhenania und Franconia an. 1871 heiratete er Ada Virginie Herwegh, Tochter des Dichters Georg Herwegh und Schwester von Horace Herwegh, der wie de Paula Souza Angehöriger des Corps Rhenania war. Die Familie Herwegh lebte von 1851 bis 1866 in Zürich im Schweizer Exil. Bei der Familie Herwegh bekam er auch Kontakt zu der von Giuseppe Garibaldi angeführten Bewegung zur Vereinigung Italiens.
Nach Beendigung des Studiums und endgültiger Rückkehr nach Brasilien widmete er sich ab 1871 der Entwicklung des brasilianischen Eisenbahnsystems. 1873 nahm er an der Versammlung von Itú, der ersten republikanischen Versammlung in Brasilien, teil. 1892 wurde er in die Câmara do Congresso Legislativo des Staates São Paulo gewählt, deren Präsident er vom 31. März 1892 bis zum 8. März 1893 war. Unter dem brasilianischen Präsidenten Floriano Peixoto war er vom 11. Dezember 1892 bis zum 22. April 1893 brasilianischer Außenminister und vom 22. April bis zum 8. September 1893 brasilianischer Verkehrsminister.
De Paula Souza war ein Vorkämpfer für ein öffentliches Bildungssystems in Brasilien. Auf seine Initiative wurde 1893 die Polytechnische Schule São Paulo, die seit 1934 zur Universität von São Paulo gehört, gegründet. De Paula Souza wurde zum Professor und ersten Rektor der Polytechnischen Schule São Paulo ernannt, der er vom 24. November 1894 bis zu seinem Tode im April 1917 vorstand. Sein Hauptanliegen als Hochschullehrer war, in Brasilien ein technisches Bildungssystem zu etablieren, das nicht nur akademischen Aspekten, sondern auch den Belangen der beruflichen Anforderungen Rechnung trägt. Europäische und amerikanische Fachleute folgten seinen Einladungen, an der Poli zu lehren.

## Ehrungen
Zu Ehren von Antônio Francisco de Paula Souza trägt das Zentrum für technologische Bildung des Staates São Paulo den Namen Centro Estadual de Educação Tecnológica Paula Souza. Nach ihm wurde eine Straße in Campinas benannt.